# Juan de Landa
Juan de Landa (eigentlich Juan Crisóstomo Pisón Pagoaga y Landa; * 27. Januar 1894 in Mutriku, Provinz Gipuzkoa; † 18. Februar 1968 ebenda) war ein spanischer Schauspieler.

## Leben
De Landa verbrachte große Teile seiner Kindheit und Jugend mit seiner Familie auf Reisen, lebte so im Baskenland, in Paraguay und Argentinien. Seine erste beruflichen Engagements führten ihn auf europäische Musiktheaterbühnen, wo er 1929 als Tenor auftrat. Bald darauf ging er nach New York City, um an der Metropolitan Opera aufzutreten, scheiterte jedoch mit seinem Vorhaben. Mittellos gelangte er nach Kalifornien, wo er nach einem Leinwandtest als Darsteller in spanischsprachigen Versionen früher Hollywood-Tonfilme verpflichtet wurde. In den Jahren 1930 und 1931 war er somit in einer ganzen Reihe von Filmen zu sehen, von De frente, marchen neben Buster Keaton über Last Night von Chester M. Franklin bis hin zu einem Western. Nach der Einstellung dieser Produktionen kehrte de Landa in sein Heimatland zurück, wo er problemlos Arbeit fand.
Nach dem Spanischen Bürgerkrieg waren Koproduktionen mit dem dem Franco-Regime verbundenen Mussolini-Italien angesagt; diese nutze de Landa zu einer neuen Phase seiner Arbeit und ging nach Italien. Der bullige, behäbig wirkende Darsteller spielte seine wichtigste Rolle dieser Zeit wohl in Luchino Viscontis Ossessione 1942. Zwei Jahre später kehrte er nach Spanien zurück und setzte seine Karriere als Charakterdarsteller fort. 1950 erneut in Italien, gelang ihm auch in der durch bedeutende Produktionen für amerikanische Filme wie Schach dem Teufel die Rückkehr problemlos. Einen letzten Ortswechsel, wiederum zurück in die baskische Heimat, vollzog de Landa 1956 für abschließende vier Filme im Folgejahr.

## Filmografie (Auswahl)
- 1930: De frente, marchen
- 1930: El último de los Vargas
- 1940: Sabotage auf der Esperanza (Il pirata sono io)
- 1943: Besessenheit (Ossessione)
- 1950: Zwischen Liebe und Laster (Alina)
- 1952: Die Frau, die die Liebe erfand (La donna che inventò l'amore)
- 1952: Zorro, der Held (Il sogno di Zorro)
- 1953: Schach dem Teufel (Beat the Devil)
- 1954: Geliebte Tram (Hanno rubato un tram)